# Guardián del Sello Privado de Japón
El señor guardián del Sello Privado de Japón (内大臣 Naidaijin?) era un puesto administrativo que no pertenecía al rango de Gabinete en el gobierno del Imperio del Japón, responsable de mantener el Sello Privado de Japón y el Sello Estatal de Japón. La oficina moderna del señor guardián del Sello Privado era idéntica al antiguo Naidaijin solo en nombre y no debe confundirse. La oficina fue abolida en 1945 después de la Segunda Guerra Mundial.

## Historia

### Era Meiji

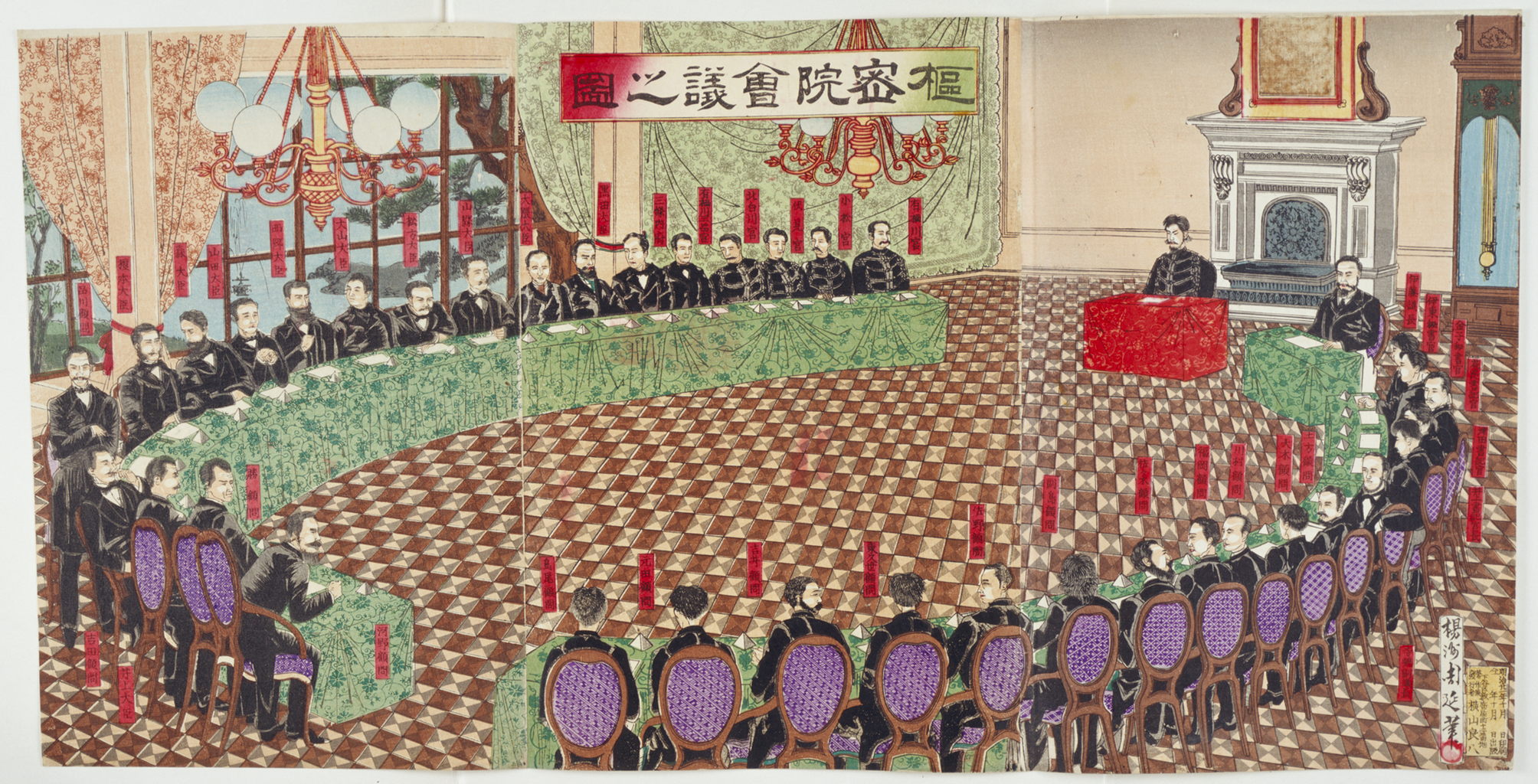
El Emperador se reúne con su Consejo Privado, que se creó por separado y tres años después de la oficina del señor guardián del Sello Privado. Nishiki-e grabado en madera por Yōshū Chikanobu, 1888

La oficina moderna del señor guardián del Sello Privado se formó en 1885, después de que el gobierno Meiji estableciera el gabinete japonés; sin embargo, el señor guardián del Sello Privado estaba separado del gabinete y actuaba como asesor personal directo del Emperador. También fue responsable de la administración de documentos imperiales como rescriptos y edictos. Las peticiones al emperador y la corte también fueron manejadas por la oficina del señor guardián, así como las respuestas.
Cuando se creó el Consejo Privado en 1888, el Sello Privado retuvo su papel de asesor independiente. El término "privado" en Consejo Privado y Sello Privado identifica una relación directa de confianza especial.
En 1907, el puesto se expandió para convertirse en la Oficina del señor guardián del Sello Privado (内大臣府, Naidaijin-fu) con un secretario en jefe, tres secretarios y seis asistentes para manejar la mayor carga de trabajo con el fallecimiento del genrō.

### Era Shōwa
Después del comienzo del reinado del emperador Hirohito en 1925, el cargo y el cargo del señor guardián del Sello Privado se hicieron cada vez más importantes, a expensas del cargo del Primer Ministro. Las luchas políticas dentro de la Dieta de Japón aumentaron aún más el poder del señor guardián. El titular de este puesto pudo controlar estrictamente quién podía tener una audiencia con el emperador, así como el flujo de información.
La oficina del señor guardián del Sello Privado se abolió oficialmente el 24 de noviembre de 1945, y el cargo en sí se abolió con la promulgación de la nueva constitución en noviembre de 1946. Por lo tanto, el ex gran chambelán Fujita Hisanori fue el último señor guardián.
Hoy, los sellos se mantienen al cuidado del chambelán de Japón.

## Lista de Señores Guardianes del Sello Privado de Japón
| Fotografía | Nombre                                   | Tiempo en el cargo       | Tiempo en el cargo       |
| ---------- | ---------------------------------------- | ------------------------ | ------------------------ |
|            | Sanjō Sanetomi 三条実美                  | 22 de diciembre de 1885  | 18 de febrero de 1891    |
|            | Tokudaiji Sanetsune 徳大寺実則           | 21 de febrero de 1891    | 12 de agosto de 1912     |
|            | Katsura Tarō 桂 太郎                     | 21 de agosto de 1912     | 21 de diciembre de 1912  |
|            | Príncipe Fushimi Sadanaru 伏見宮貞愛親王 | 21 de diciembre de 1912  | 13 de enero de 1915      |
|            | Ōyama Iwao 大山巌                        | 23 de abril de 1915      | 10 de diciembre de 1916  |
|            | Matsukata Masayoshi 松方正義             | 2 de mayo de 1917        | 18 de septiembre de 1922 |
|            | Hirata Tōsuke 平田東助                   | 19 de septiembre de 1922 | 30 de mayo de 1925       |
|            | Hamao Arata 濱尾新                       | 30 de marzo de 1925      | 30 de marzo de 1925      |
|            | Makino Nobuaki 牧野伸顕                  | 30 de marzo de 1925      | 26 de febrero de 1935    |
|            | Saitō Makoto 斎藤実                      | 26 de febrero de 1935    | 6 de febrero de 1936     |
|            | Ichiki Kitokurō 一木喜徳郎               | 6 de marzo de 1936       | 6 de marzo de 1936       |
|            | Yuasa Kurahei 湯浅倉平                   | 6 de marzo de 1936       | 1 de junio de 1940       |
|            | Kido Kōichi 木戸幸一                     | 1 de junio de 1940       | 24 de noviembre de 1945  |
|            | Fujita Hisanori 藤田 尚徳                | 25 de noviembre de 1945  | 2 de noviembre de 1946   |